# Astralium calcar
Espèce
Astralium calcar est une espèce de gastéropodes marins qui appartient à la famille des Turbinidae. Sa taille maximale est de 6 cm de long mais la moyenne est de 4 cm. Il vit dans les zones récifales ou rocheuses de la zone tropicale de l'ouest de l'Océan Pacifique.